# RTL Club
A Club RTL é um canal luxemburguês com base em Kirchberg, Cidade de Luxemburgo, Luxemburgo. É um dos maiores canais de audiência da Bélgica e pertence ao RTL Group. Os dois principais países de emissão são a Bélgica e o Luxemburgo.